# Neue Greifswalder Museumshefte
Die Edition Neue Greifswalder Museumshefte war eine Publikationsreihe des Museums der Stadt Greifswald. Sie wurde von Alexander Schott, damals Museumsdirektor, und Lutz Mohr, Stellvertreter, im Jahr 1976 ins Leben gerufen. Im Rahmen der Öffentlichkeitsarbeit des Museums erschienen in den Jahren von 1977 bis 1986 insgesamt 14 Hefte, davon Heft Nr. 1 (1977) in zwei Auflagen.

## Ziel und Konzeption
Die Publikationen  verfolgten das Ziel, die Bürger und Gäste der Universitäts- und Hansestadt Greifswald und ihres Umlandes populärwissenschaftlich und verständlich mit heimatgeschichtlichen Themen von den Anfängen in der Urgesellschaft bis zur sozialistischen Gegenwart, dem Schaffen hier ansässiger Künstler, sowie mit Architektur und Brauchtum des Territoriums vertraut zu machen. Die Hefte fanden eine gute und überregionale Resonanz. Sie wurden sowohl über das Greifswalder Museum als auch die musealen Einrichtungen des Küstenbezirkes Rostock und den Buchhandel Greifswalds vertrieben.
In konzeptioneller Hinsicht bestand seinerzeit eine rege Zusammenarbeit zwischen Museumsleitung, Stadtarchiv Greifswald (Leiter: Rudolf Biederstedt); Staatsarchiv Greifswald, (Direktor: Johannes Kornow) sowie den Sektionen Geschichtswissenschaften (Direktor: Konrad Fritze) und Germanistik-Kunst- und Musikwissenschaften (Direktor: Wolfgang Spiewok) der Ernst-Moritz-Arndt-Universität Greifswald. Das Museum der Stadt Greifswald unter seiner damaligen Leitung war auch Mitherausgeber der regionalgeschichtlichen Edition Greifswald-Stralsunder Jahrbuch, so dass thematische Überschneidungen der Beiträge in beiden Publikationsreihen so gut wie ausgeschlossen waren.

## Profil und Besonderheiten
Alle Hefte erschienen mit einem farbigen Umschlag und in Kunstdruckpapier. Bis auf die beiden ersten Hefte in quadratischer Form (1977) wurden die anderen zwölf in A5-Format und im Umfang zwischen 31 und 98 Seiten herausgegeben. Für Satz und Druck zeichneten der VEB Ostseedruck Rostock, Betriebsteil Greifswald, verantwortlich. Der Preis je Publikation variierte zwischen 2,50 und 4,50 DDR-Mark. Die Museumsreihe wurde sowohl von der Abteilung Kultur des Rates der Stadt Greifswald als auch der Abteilung Kultur des Rates des Bezirkes Rostock gefördert.  Die Auflagenhöhe der Greifswalder Museumshefte lag durchschnittlich bei 2000 Stück. Wegen wirtschaftlicher Engpässe konnte nach 1986 keine entsprechende Publikation mehr erscheinen. Nach Wechsel der Museumsleitung (1980) übernahmen die Herausgabe der letzten Hefte (Nr. 12 und 13)  Ursula Taube und Fritz Lewandowski, beide Greifswald. Das seit 1929 bestehende Museum der Stadt Greifswald im sogenannten Guardiansbau des ehemaligen Greifswalder Franziskanerklosters und sein Garten wurden in den Jahren nach der Wende (1990) in den großen Komplex des seit 1996 neu errichteten Pommerschen Landesmuseums integriert.

## Bibliografie
Folgende Hefte wurden im Zeitraum von 1977 bis 1986 vom Museum der Stadt Greifswald (in loser Folge) herausgegeben:
- Heft Nr. 1 (1977): Lutz Mohr, Alexander Schott: Greifswald-Eldena und das Kloster Hilda. Ein Streifzug und Wegweiser durch den Greifswalder Vorort Eldena in Vergangenheit und Gegenwart.  79 S. (2. überarb. u. erw. Aufl. (1979), illustriert von Schülern der POS „Grete Walter“ Greifswald-Eldena unter Leitung von Gertrud Brauer. 91 S.)
  - Zur Geschichte des Klosters Hilda und des Ortes Eldena.
  - Sehenswertes und Interessantes in und um Eldena (nur in 2. Aufl. 1979).
  - Friedrichshagen – Der kleinste und jüngste Ortsteil der Stadt Greifswald (ebda).
  - Alexander Schott: Eldena im Bild.
  - Eldenaer Sagen. (Auswahl: Lutz Mohr, illustriert von Schülern der POS „August-Bebel“ Greifswald unter Leitung von Ingrid Schott).

- Heft Nr. 2 (1977): Alexander Schott: Caspar David Friedrich. Die Friedrich-Sammlung des Greifswalder Museums – Handzeichnungen, Druckgrafiken. 56 S. (Lebensdaten von Caspar David Friedrich. Abbildung und Beschreibung von 81 Werken).

- Heft Nr. 3 (1978): Lutz Mohr: Zwischen Ryck und Ruden. Der sozialistische Aufbau unserer Heimat am Beispiel des KKW „Bruno Leuschner“, der GST-Marineschule „August Lütgens“ und des „Friedrich-Loeffler-Instituts“ Insel Riems – Boddeninseln im Spiegel der Geschichte.  63 S.
  - Großkernkraftwerk „Bruno Leuschner“ – Symbol der sozialistischen Integration.
  - Marineschule „August Lütgens“ – Ausbildungsstätte junger Seeleute von morgen.
  - Riems und Koos – zwei Greifswalder Inseln der Wissenschaft.
  - Boddeninsel Vilm – Reich unberührter Natur.
  - „Swante Wostrossna“ – die Greifswalder Oie und die „Wächter“- Insel Ruden.

- Heft Nr. 4 (1978): Lutz Mohr: Zwischen Dänischer und Gristower Wiek. Der Greifswalder Vorort Wieck, der Große Stubber und der Greifswalder Bodden in Vergangenheit und Gegenwart. 59 S.
  - Greifswald-Wieck – Das Tor zum Bodden.
  - Eiszeiten, Steinzeitmenschen und Großsteingräber – Aus der Vor- und Frühgeschichte unserer Heimat.
  - Die untergegangene Insel Großer Stubber und das „Neue Tief“.
  - Eiswinter am Greifswalder Bodden.
  - Sturmfluten an der mecklenburgischen Ostseeküste.

- Heft Nr. 5: (1978): Alexander Schott: Johann Martin Giehr. Aquarelle und Handzeichnungen. Katalog der Sammlung.  75 S. (Werkverzeichnis von 769 Arbeiten, elf farbige Wiedergaben von Aquarellen, 42 Abb. in s-w von Handzeichnungen, Studien und Skizzen).

- Heft Nr. 6 (1978): Rudolf Stundl, Lutz Mohr: Volkskunst an der Ostsee. Teppichknüpferei und -weberei an der Küste des Greifswalder Boddens unter Berücksichtigung der Geschichte des Fischerdorfes Freest. Anlässlich des Jubiläums „50 Jahre Freester und Lubminer Fischerteppichknüpferei“. Sonderheft. 31 S.
  - „Freest“ – Gedicht von Johannes Haack, Urlauber aus Erfurt (aus dem Freester Gästebuch).
  - Lutz Mohr: Freest – Fischerdorf, Urlauberort und Zentrum der Fischerterppichknüpferei am Greifswalder Bodden in Vergangenheit und Gegenwart.
  - Rudolf Stundl: Von orientalischer Teppichknüpfkunst bis zur „Volkskunst an der Ostsee“ in der DDR.
  - Rudolf Stundl: Teppichknüpferlied aus Freest.
  - Rudolf Stundl: Über die Entstehung der Kunst der Fischerteppichknüpferei an der Küste des Greifswalder Boddens.
  - Zwei plattdeutsche Gedichte der Freester Einwohner Fritz Witt und Wilhelm Raabe.

- Heft Nr. 7 (1979): Luise Kruse (Autorin), Dr. Eva Reißland (Mitarb.): Greifswald-Wieck im Wandel der Zeiten. Geschichten und Erlebnisse aus älterer und neuerer Zeit. Ein literarisch-publizistischer Streifzug durch Wieck am Greifswalder Bodden. 76 S.

- Heft Nr. 8 (1979): Autorenkollektiv: Martin Franz – Malerei und Zeichnungen. In Zusammenarbeit mit der Sektion Germanistik, Kunst- und Musikwissenschaft der Ernst-Moritz-Arndt-Universität Greifswald.  83 S. (Katalog, Werkverzeichnis 64 Arbeiten).
  - Günter Bernhardt: Zum künstlerischen Schaffen von Martin Franz.
  - Klaus Tiedemann: Dem sozialistischen Realismus verpflichtet.

- Heft Nr. 9 (1980): Lutz Mohr, Dr. Manfred Prinz.: Helmut Maletzke. Ein Maler der Gegenwart. Zum 60. Geburtstag des Künstlers. 97 S. (Leben, Ausstellungen, Übersicht über die wichtigsten Werke seit 1949).
  - Lutz Mohr: Lebensweg und Stationen des Künstlers.
  - Manfred Prinz: Zum künstlerischen Schaffen von Helmut Maletzke.
  - Helmut Maletzke zu seinen Bildern.
  - Katalog (66 Werke – Öl, Linolschnitte und -drucke, Federzeichnungen, Radierungen, Aquarelle, Kohle, Bleistift, Mischtechnik).
  - Helmut Maletzke: Bildanmerkungen zu 14 Werken.

- Heft Nr. 10 (1980): Edeltraud Dufke, Heinz Karstädt und Lutz Mohr (Redaktionsleitung): Greifswald maritim. Ein Überblick zur Geschichte und Gegenwart der Schifffahrt, des Schiffbaus und der Fischerei der Boddenstadt.  84 S.

- Heft Nr. 11 (1983): Kurt Feltkamp, Rudolf Biederstedt: Greifswald – Stadtbild und Bevölkerung im Mittelalter. 47 S.
  - Kurt Feltkamp: Die städtebauliche Entwicklung Greifswalds bis 1600.
  - Rudolf Biederstedt: Bevölkerung und Straßennamen im historischen Stadtkern.

- Heft Nr. 12 (1985): Frank Mohr, Rudolf Biederstedt, Horst-Diether Schroeder: Greifswald – Menschen und Bauwerke im Stadtzentrum. 88 S.

- Heft Nr. 13 (1986):  Bernfried Lichtnau: Architekturbezogene Kunst in Greifswald (1945–1985).  99 S.